# Hans-Jürgen Kuhl

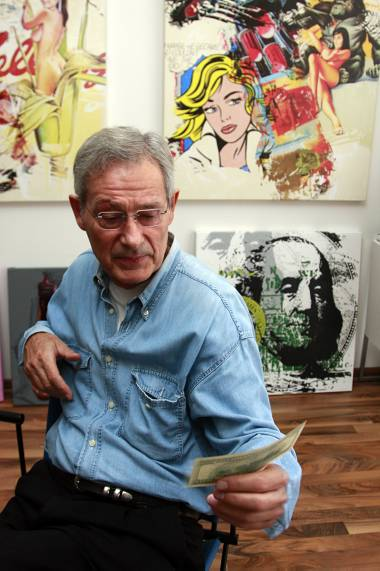
Jürgen Kuhl in seiner Galerie

Hans-Jürgen Kuhl, auch Jürgen Kuhl (* 1941 in Dattenfeld/Sieg), ist gelernter Fotokaufmann und als freier Grafik-Designer tätig, wurde jedoch international als Geldfälscher bekannt.

## Beginn als Künstler
Kuhls Vater war Fabrikbesitzer. Seit 1944 lebte er mit den Eltern und vier Geschwistern in Köln. Er schloss eine Ausbildung zum Fotokaufmann ab, seit 1970 arbeitete er zunächst als freier Grafik-Designer und Repro-Fotograf. Im grafischen Bereich spezialisierte sich Kuhl auf Collagen aus Fotografien und/oder Zeichnungen, die er als Quelle für das eigentliche künstlerische Endprodukt verwendete: den Siebdruck im eigenen Atelier.

## Erfolge im Modebereich
Ab 1961 geriet er in Kontakt zur Kölner Unterwelt, wo er „Dummse Tünn“ und „Schäfers Nas“ kennenlernte und auf der Kölner Ringszene selbst den Spitznamen „De Duv“ (Die Taube) erhielt, den er noch lange nach seinen „kriminellen“ Machenschaften beibehielt.
Er sagte sich vom Milieu los und gelangte im Sommer 1971 mit der aufkommenden Mode der Hot Pants mit eigenen Mode-Kreationen zu kommerziellem Erfolg. Aufgrund von Unregelmäßigkeiten bei der Ausübung des Geschäfts wurde er in dieser Zeit zu einer Freiheitsstrafe von einem Monat verurteilt. Es folgte die Gründung eines eigenen Modelabels unter dem Namen Paloma, das ebenfalls kommerziell erfolgreich war.

## Aktivitäten als Künstler
Im Jahr 1985 schuf er sein erstes Kunstwerk. Er orientiere sich dabei plagiatsnah am berühmten Flowers-Motiv von Andy Warhol, den er in Köln kennengelernt hatte, und verkaufte die Blumen als poppige Siebdrucke. Es gab Rechtsstreitigkeiten mit Warhol durch Kuhls Dombild, das Warhols Original Cologne Cathedral ähnelte. Die Kunstwerke fertigte er in einer eigenen Werkstatt in Pulheim. Am 31. Dezember 1997 berichtete der Kölner Stadt-Anzeiger über Kuhls neuestes Werk, Drucke und Acrylbilder von Lady Diana in Pop-Art.

## Geldfälschung

### Tatvorbereitung
Als sich seine finanzielle Lage verschlechterte, plante er mit vier Komplizen die Fälschung von US-Dollarnoten und deren Vertrieb für 10 % des Nominalwerts. Hierzu wurden Computer, Scanner, eine Siebdruckanlage und Offsetmaschinen erworben. Das Papier, das sie aus dem ehemaligen Jugoslawien bezogen, leuchtete – wie das Originalpapier der Sorte Cranes Crest auch – nicht unter UV-Licht.
In seiner Pulheimer Werkstatt scannte er einen 100-Dollarschein von einer Sparkasse ein, dann veränderte er mit einem Grafikprogramm die Seriennummern, fasste zwölf Scheine zu einem Bogen zusammen, fotografierte diese und stellte Druckplatten her. Nach vielen Fehlversuchen entstanden hochwertige Fälschungen, für die sich jedoch keine Abnehmer fanden.

### Tatentdeckung
Am 25. September 2006 fanden Arbeiter einer Abfallverwertung Plastiksäcke mit nicht geschredderten Dollarnoten und Dokumenten, welche die Ermittler schnell zu Kuhls Adresse führten.
Wegen der Schwere der Tat gab die Kölner Kriminalpolizei den Fall ans Bundeskriminalamt (BKA) ab. Die Experten bezeichneten die Fälschungen als „erschreckend perfekt“.  Eine daraufhin eingeleitete achtmonatige Observation blieb erfolglos, da es keine Abnehmer gab.
Das BKA schleuste die angebliche Eventmanagerin mit dem Decknamen Marie Sophie Susann Falkenthal ein. Anfang April 2007 kontaktierte sie Kuhl und bezahlte am 13. April 2007 für 250.000 gefälschte US-Dollar den Betrag von 21.600 Euro. Am 22. Mai 2007 sollten weitere 6,5 Millionen Dollar übergeben werden und Kuhl wurde dabei festgenommen. Bei der Durchsuchung der Werkstatt und Wohnung sowie bei seinen beiden Hauptkomplizen wurde Falschgeld mit einem Nennwert von 16,5 Millionen US-Dollar beschlagnahmt.
Es war der drittgrößte Fund von falschen Dollarnoten weltweit und der zweitgrößte in Deutschland, übertroffen von 25 Millionen, die die niedersächsischen Polizei 1994 in Alfeld (Leine) fand.

### Prozess und Strafe
Am 25. Mai 2007 gab die Kölner Polizei auf einer Pressekonferenz Details des spektakulären Falls bekannt. Am 8. November 2007 wurde Kuhl – nach Ablegen eines umfassenden Geständnisses – vom Landgericht Köln nach nur einem Verhandlungstag zu sechs Jahren Gefängnis verurteilt, von denen er dreieinhalb im offenen Strafvollzug verbrachte. Der Richter nannte ihn einen „außerordentlichen Grafiker“, der wegen einer „massiven finanziellen Schieflage“ zum Geldfälscher geworden sei.

### Mediale Rezeption
Im Rahmen der ZDF-Sendereihe Terra X wurde für die erste Folge des Zweiteilers F wie Fälschung der Falschgeldfall unter Kuhls eigener Mitwirkung detailliert nachgestellt. 
Ebenso veröffentlichte ProSieben im Rahmen der Sendereihe Galileo 2020 einen 15-minütigen Beitrag über Kuhls Karriere als Geldfälscher. Dies ebenfalls unter Mitwirkung von Jürgen Kuhl.